# Arnold Krumm-Heller

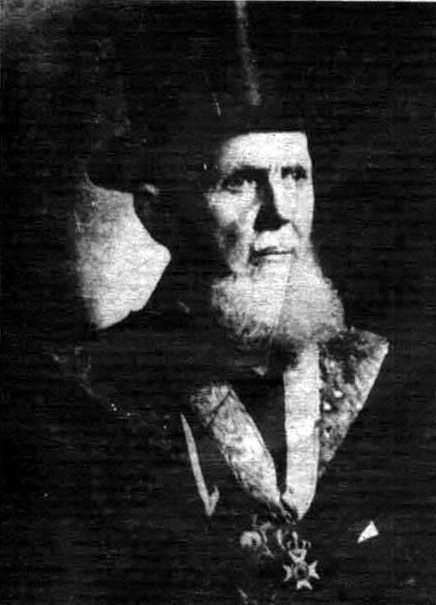
Arnold Krumm-Heller

Heinrich Arnold Krumm-Heller, Rufname Arnold, Autorenname auch Arnoldo Krumm-Heller (* 15. April 1876 in Salchendorf als Heinrich Arnold Krumm, den Geburtsnamen seiner Mutter Heller nahm er zusätzlich in Mexiko an; † 19. Mai 1949 in Marburg) war ein deutscher Abenteurer, Arzt, Okkultist, Rosenkreuzer und Gründer der Fraternitas Rosicruciana Antiqua (FRA), eines traditionellen Hermetischen Ordens, der noch immer in Brasilien und anderen Ländern Südamerikas zahlreiche Adepten hat. 

## Lebensweg
Als junger Mann mit 16 Jahren nach Lateinamerika ausgewandert, studierte er in Mexiko Medizin und wurde Militärarzt im revolutionären Mexiko auf Seiten der Revolutionäre. Er erhielt den Rang eines Coronel (Oberst) und den Grad eines Dr. h. c. der Universität von Mexiko. 
Hier begann er mit methodischen okkultistischen, gnostischen und spiritualistischen Studien. Er studierte die Arbeiten von Helena Blavatsky, Louis Claude de Saint-Martin, Gerard Encausse und Éliphas Lévi. Er war Mitglied zahlreicher esoterischer Bruderschaften, einschließlich des Ordo Templi Orientis (OTO), und er war Zeitgenosse von Theodor Reuss (Begründer des OTO) und von Harvey Spencer Lewis (Imperator des AMORC). Er kannte auch Aleister Crowley, der auf ihn einen großen Einfluss bzgl. seiner mystischen Konzepte ausübte.
In Peru erhielt er den symbolischen Namen Huiracocha, unter dem er vornehmlich in esoterischen Kreisen bekannt wurde. Nach unstetem Wanderleben in Nord- und Südamerika kehrte er 1920 nach Deutschland zurück, wo er sich in Berlin niederließ. Dort betrieb er eine Druckerei und einen Verlag zur Finanzierung seiner Tätigkeit. Er erwarb in Marburg ein Haus und ließ sich dort im Jahr 1939 nieder; von hier aus hat er seine rosenkreuzerische Arbeit in der Zeit des Nationalsozialismus durch Kontakte zu verschiedenen Zirkeln auf niedrigem Niveau fortgesetzt. In Marburg beschäftigte er sich vornehmlich mit der Osmotherapie, zu der er fleißig publizierte.
Von den Amerikanern wurde er 1945 nach der Einnahme Marburgs zum Vorsitzenden des Roten Kreuzes ernannt, er schied aber bereits am 1. Oktober 1946 aus dieser Funktion wieder aus.

## Bezüge zur Freimaurerei
Krumm-Heller bewegte sich auch am Rande in der Freimaurerei als Mitglied des Alten und Angenommenen Schottischen Ritus und des Alten und Primitiven Ritus von Memphis-Misraim. In der freimaurerischen Zeitschrift Zirkelkorrespondenz der Großen Landesloge der Freimaurer von Deutschland wird über das Treffen des Großmeisters der Mexikanischen Großloge Valle de Mexico Br. Krumm-Heller mit dem Landes-Großmeister Müllendorff berichtet. In einem im Hessischen Staatsarchiv Darmstadt im Original und in Abschrift erhaltenen Schreiben vom 15. Juni 1947 an den „Herrn Militärgouverneur von Marburg“, in dem er gemeinsam mit sechs weiteren in der Stadt lebenden Freimaurern aus der Zeit vor dem Verbot der Logen 1935 um die „Genehmigung zur Eröffnung einer humanitären Freimaurerloge nach schottischem Ritus“ nachsucht, gibt er das Jahr 1897 als sein Aufnahmedatum in die Freimaurerei an.

## Deutschsprachige Bücher von Arnold Krumm-Heller
- Für Freiheit und Recht. Meine Erlebnisse aus dem mexikanischen Bürgerkriege.  Halle (Saale)/Berlin 1917.
- Mexico, mein Heimatland: Gesammelte Abhandlungen über das Land der Azteken, 2. verbesserte Auflage. Krumm-Heller, Halle (Saale) 1919
- Der Rosenkreuzer aus Mexiko. Okkultistischer Roman. Halle (Saale) 1919. (Ed. Geheimes Wissen, Graz 2007, ISBN 978-3-902640-95-6)
- Die Magie der Duftstoffe. Osmologische Heilkunde. Schikowski, Berlin 1955.
- Vom Weihrauch zur Osmotherapie. Astrol. Verl. Wilhelm Becker, Berlin-Steglitz 1934. (Ed. Geheimes Wissen, Graz 2009, ISBN 978-3-902705-51-8)
- Logos, Mantram, Magie. ePubli ISBN 978-3-759841-42-1
- Die heiligen Pflanzen. ePubli ISBN 978-3-759862-66-2
- Die magische Macht der Mantrams. Verlag Heliakon, München. ISBN 978-3-949496-31-8
- Die Magie der Dufstoffe. Verlag Heliakon. München. ISBN 978-3-943208-65-8